# Aurélie Lierman Nyirabikali
Aurélie Lierman Nyirabikali is een artistiek kunstenaar, muzikant, componist en radiomaker. Ze werd geboren in Karago, Rwanda (8 juli 1980) maar groeide vanaf haar tweede op in België.

## Opleiding
Oorspronkelijk wou Lierman theologie studeren. Lierman had altijd al interesse in verschillende denkkaders. Toch besliste ze uiteindelijk om een creatieve richting te kiezen, want ze wou iets met haar stem doen.
Lierman genoot een uitgebreide opleiding, ze studeerde: 
- Audiovisuele kunsten (optie Radio) aan het RITCS
- Jazz Zang aan LUCA School of Arts in Leuven
- Compositie en zang aan het Koninklijk Conservatorium (Den Haag)

Sinds 2024 geeft ze het vak Aurality and Orality aan de Master Non Linear Narrative op de Koninklijke Academie van Beeldende Kunsten (KABK) in Den Haag.

## Docenten[2][3]
- Natscha Roth
- Pierre Van Dormael
- Peter Hertmans
- Bart Van Caenegem
- Lenie Van den Heuvel
- Yannis Kyriakides
- Martijn Padding
- Mayke Nas
- Huba de Graaff
- Wim Henderickx
- Kaija Saariaho
- Alvin Lucier
- Steve Reich
- Phil Minton
- Meredith Monk
- Claron McFadden
- Sidsel Endresen
- Jaap Blonk

## Carrière
Doorheen haar carrière spreekt de interesse van Lierman voor verhalen. Zo maakte ze tussen 1999 en 2007 documentaires als radiomaakster bij de Vlaamse Radio- en Televisieomroeporganisatie tijdens haar opleiding audiovisuele kunsten. Tot ze besliste om zich volledig toe te leggen op haar artistieke werk, waar ook verhalen een belangrijke rol blijven spelen.
Haar veelzijdige opleiding vertaalt zich in haar werk. Lierman maakt zelf geen onderscheid tussen de verschillende vormen van artistiek werk die ze ontwikkelt en zoekt steeds de grenzen op tussen kunst en performance, wat resulteert in 'performatieve installaties'.  De rode draad doorheen het werk van Lierman is haar grote persoonlijke collectie aan veldopnames. Het gaat over een grote verzameling van geluiden en soundscapes uit ruraal en stedelijk hedendaagse Oost-Afrika. Ze verwerkt deze klanken in wat ze zelf definieert als "Afrique Concrète".  Lierman kiest er bewust voor om geluidskunst te maken vanuit haar antropologische ambitie, die het eurocentrische denkbeeld en de Westerse focus in vraag stelt.
In het overgrote deel van haar werk is een stem aanwezig, ofwel sprekend, ofwel zingend.
Gezien de rol die opnames en zang spelen in haar werken, is het type microfoon en de plaatsing van de microfoon bij de opnames cruciaal. Lierman beschikt dus ook over de nodige technische kennis. 

## Werken[2]
- 2010: So Why In A Hurry?
- 2011: 
  - Mwami
  - LOOP. Dit is een, zoals hierboven beschreven, 'performatieve installatie' voor tapdansers.
  - Marie Marie Marie Aimée
  - Mrs. & Mr. Goodness
- 2012:
  - Sonic Walk I
  - iota mikro. Deze tapecompositie wordt ook wel haar debuut in de artistieke wereld genoemd. Het is opgebouwd aan de hand van haar opnames uit Rwanda, wat zal blijven terugkomen in haar latere werk.[2]
  - Just OUtside the Wombskin
  - Hyperventiels
  - Procella
  - de Triangles Infinis
- 2013: 
  - KARIAKOO
  - Melody 0
  - [SIC]
  - Anosmia. Dit is een werk dat bijna drie kwartier duurt. Het gaat over de Rwandese genocide uit 1994. Het is opgebouwd rond Politics Of The Nose, een gedicht van David Mwambari. Het feit dat de vorm en lengte van een klein uiterlijk kenmerk als iemands neus een doorslag kan geven tussen leven of dood vormde de aanleiding voor haar zoektocht naar de relatie tussen angst, zelfcensuur en vrijheid van meningsuiting.[2]
- 2014:
  - Where Are You?
  - Santoor Lena Bicycle
  - Desmembered Voices
  - Maria, Mariza and maybe Marianna
  - The Girl the Turtle and the Earthquake
- 2015: 
  - Sampling the Man of Memory
  - Vice Versa
  - Voice & Fingers
  - Touch the Gear
  - Context - Gravity - Expressions
  - Studie voor Luidspreker, Spreekstem, Stemvork
  - Bare Faced
- 2016: 
  - Kropka Na Ogonie & Soroka Fruwa
  - Tele Drumming
- 2017:
  - In Vogelvlucht
  - Kruispunt Kruger
  - Sampling the Man of Memory (revisie)
- 2018
  - (Non) Humanism & Animism: Absental Dynamics
- 2019: 
  - (Non) Humanism & ANimism: Sogokuru. Dit werk gaat over haar grootvader, die zijn omgeving zag evolueren doorheen de tijd, ten gevolge van kolonisatie, revolutie, onafhankelijkheid, genocide en burgeroorlog.[2] Nieuw hierbij is de combinatie van de opnames met live muziek.
  - Disrupted Transmissions

- 2020
  - Future Memories
  - Wir Irren

## Prijzen en awards
- 2013: KARIAKOO - Sonic Arts Reward (Rome)
- 2014: Anosmia - Monophonic (Brussel)
- 2016: Lierman ontving de Sally and Don Lucas Fellowship van het Montalvo Arts Center in Californië (VS)
- 2018: nominatie voor het CTM 2019 Radioalab (Berlijn)
- 2019: nominatie voor de Matthijs Vermeulenprijs (Nederland)